# TSG Schwäbisch Hall 1844
Die TSG Schwäbisch Hall ist ein Sportverein in Schwäbisch Hall.

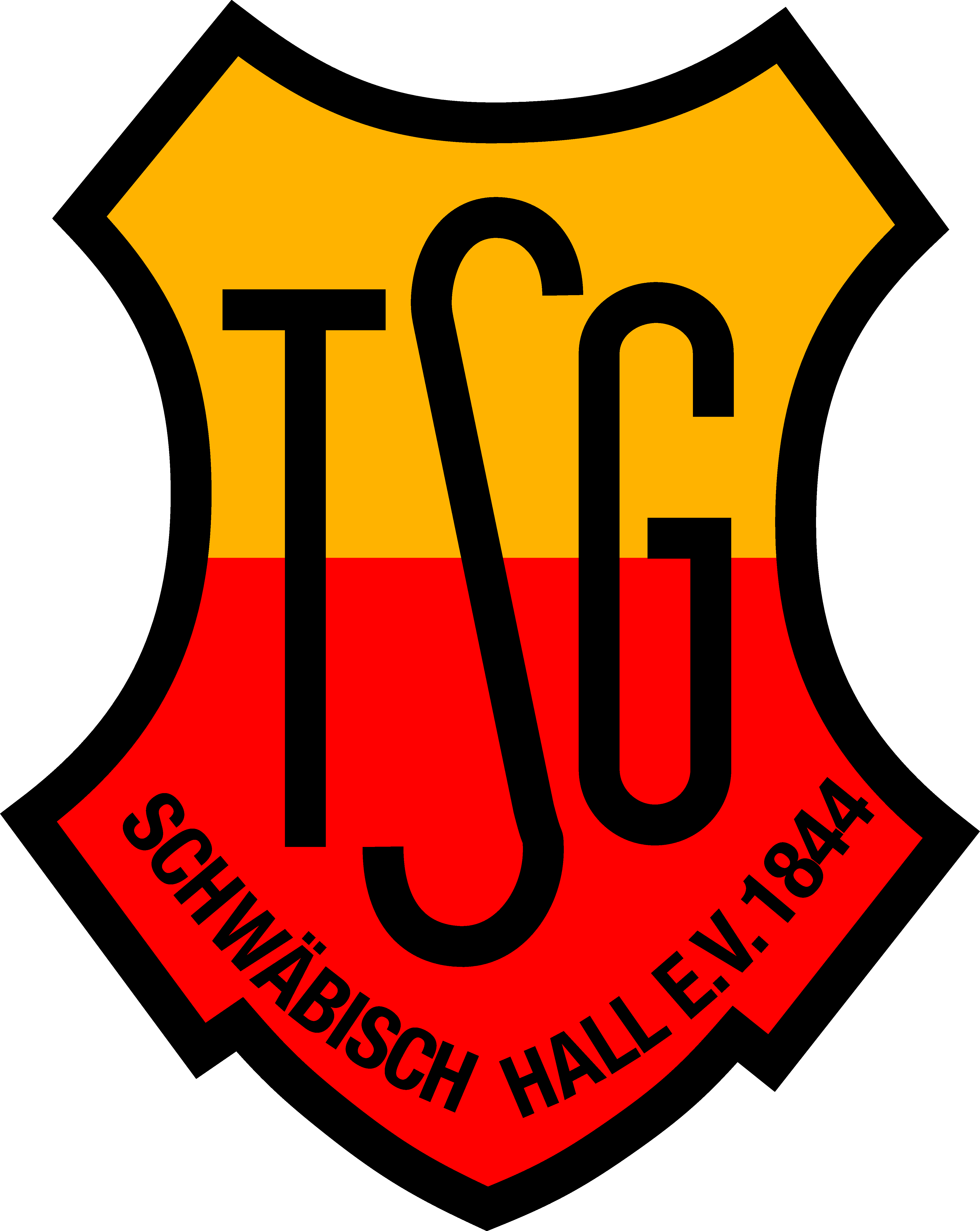
Das Logo der TSG Schwäbisch Hall

Die TSG Schwäbisch Hall wurde 1844 gegründet. Sie hat 2618 Mitglieder in 21 Unterabteilungen. Die bekanntesten Vertreter sind die Unicorns. Über 160 Mitglieder sind als Übungsleiter tätig. Die TSG ist Mitglied im Württembergischen Landessportbund (WLSB).

## Geschichte
Die Turngemeinde (TG) Schwäbisch Hall wurde am Samstag, den 31. August 1844, durch Theodor Rümelin gegründet. Dies ist in der Haller Tageszeitung Schwäbischer Hausfreund (später Haller Tagblatt) dokumentiert. In der Ausgabe vom 30. August 1844 wurden die Freunde des Turnens auf den 31. August zu einer Versammlung zu Herrn Bierbrauer Bühl u. d. Berg (Unterlimpurg) eingeladen. Die Anzeige hatte die Überschrift „Turnsache“, aber keine Unterschrift.
Die erste Turnerfahne wurde am 5. November 1848 von Fräulein Sophie Bühl mit einigen Freundinnen fertiggestellt und festlich geweiht. Dazu waren Delegationen der Turngemeinden Heilbronn, Öhringen, Neuenstein, Crailsheim, Ellwangen, Obersontheim und Untersteinbach so wie aus Waldenburg angereist.
In den Jahren von 1927 bis 1928 wurde die vereinseigene Jahnturnhalle auf der Weilerwiese in Schwäbisch Hall gebaut.
Nach dem Krieg wurde 1945 die Turngemeinde als Turn- und Sportgemeinschaft (TSG) wiederbegründet.
Im Jahr 1968 wurde die Jahnturnhalle umgebaut und renoviert. Bereits 1977 wurde sie jedoch durch den Neubau der Vereinsanlage TSG Stadiongaststätte in Hagenbach ersetzt, nachdem der Verkauf der Jahnturnhalle auf der Mitgliederversammlung am 14. März 1975 beschlossen worden war.
Der Deutsche Turner-Bund verlieh im Jahr 1969 der TSG zum 125-jährigen Bestehen das Walter-Kolb-Schild.
Die Kooperation mit den Stadtwerken erfolgte im Jahr 1989.

## Abteilungen
Die Abteilungen wurden in den folgenden Jahren gegründet:
1844 Männerturnen, 1883 Volksturnen, 1896 Frauenturnen, 1911 Faustball, 1920 Schwimmen, 1921 Leichtathletik, 1922 Handball, 1930 Fechten, 1952 Tischtennis, 1967 Judo, 1972 Basketball, 1973 Volleyball, 1974 Karate, 1983 American Football, 1984 Reha Sport, 1987 Tauchen, 1990 Kindersportschule, 1991 Triathlon, 1995 Baseball, 1996 Seniorentanz, 2010 Frauenfußball, 2010 Kendo.
- Die 1983 gegründete Abteilung American Football ist mit über 330 Mitgliedern die größte Abteilung des Vereins. Die größten Erfolge der Schwäbisch Hall Unicorns sind die German-Bowl-Siege in den Jahren 2011, 2012, 2017 und 2018. Seit 2003 haben sie ihr eigenes Cheerleader-Squad.

- Auf Initiative des Vorstandsmitglieds Uli Hettenbach wurde 1985 die Badmintonabteilung gegründet. Am 12. September 1987 startete die junge Abteilung den Spielbetrieb.

- Die Basketballmannschaft der TSG Schwäbisch Hall sind die „Flyers“. Die 1972 gegründete Abteilung hat über 200 Mitglieder. Die Schwäbisch Haller Flyers spielen in der 2. Regionalliga Basketball.[4]

- Die Abteilung für Breitensport ist die drittgrößte Abteilung des Vereins mit knapp 300 Mitgliedern. Anfangs war die Breitensportabteilung die Sammlung ehemaliger Wettkampfsportler, die sich auch in der zweiten Lebenshälfte sportlich betätigen wollten. Daher kann man hier kein konkretes Gründungsdatum definieren.

- 1987 spaltete sich eine kleine Gruppe von den DLRG-Rettungstauchern ab, um nur zum Vergnügen zu tauchen, und gingen als Abteilung in der TSG auf. Es werden auch Tauchreisen beispielsweise nach Ägypten, Spanien oder Italien unternommen.

- Am 28. März 1988 gründete sich die Tennisabteilung. Seit 1991 hat sie eigene Tennisplätze, die an das Gelände der Tennisanlagen im Teurershof angrenzen.

- Aus der Turnbewegung heraus hatten die Sportvereine früher eine Sportfechtgruppe. Nach dem Ersten Weltkrieg hingegen gab es erstmals keine Fechtabteilung mehr, bis 1930 die Sportfechter durch den Ulmer Martin Geyer neu gegründet wurden. Als dieser wegzog, kam der Fechtbetrieb wieder zum Erliegen. Da bis 1952 ein Fechtverbot in Deutschland herrschte, wurde die neue Fechtabteilung 1953, auf Initiative des damaligen Vorstandes hin, erneut gegründet. In den Jahren 1962 und 1963 stellte die TSG die Jugendmeister im Friesenkampf.

- Der Frauenfußballverein 1. DFC Schwäbisch Hall fusionierte 2011 mit der TSG. Die 1. Mannschaft ist in der Regionenliga vertreten. Von den E- bis zu den B-Juniorinnen sind alle Jugendmannschaften besetzt.

- Nachdem die Frauen schon 1917 eine Art Handballsport angefangen hatten, begannen die Männer der TSG damit erst 1920. Ab 1924 wurde Handball dann offiziell in Runden und Pokalspielen ausgetragen. Da man nach dem Zweiten Weltkrieg keinen Spielball hatte, konnte man im Hohenlohekreis erst 1947 wieder beginnen, da hier ein abgespielter Ball der Amerikaner den Grundstock legte. Die Handballabteilung hat knapp 300 Mitglieder und über 20 Übungsleiter. Die Abteilung ist in der Landesliga Staffel 1 vertreten.[5]

- Die Judoabteilung ist die zweitgrößte Kampfsportabteilung der TSG mit über 130 Mitgliedern. Sie wurde im Jahre 1968 gegründet und wurde am 16. Dezember 1968 im Deutschen Judo-Verband aufgenommen. 1978 gelang der Durchbruch mit dem Aufstieg in die Oberliga.

- Die Karateabteilung wurde von Manfred Nagel 1967 als selbstständige Schule gegründet. 1974 trat sie als eine Abteilung der TSG bei. Seit Januar 1992 gibt es eine Kindergruppe. Derzeitiger Vorsitzende sind Joachim Schmitt und Andreas Will. Auch Mitglied ist Hans-Peter Speidel, der Geschäftsführer des Karateverbandes Baden-Württembergs. Die Abteilung hat momentan 250 Mitglieder und 21 Trainer. Zwischenzeitlich war sie ein Kumite-Stützpunkt des Karate-Verbandes Baden-Württembergs.

- Die Leichtathletikabteilung[6] ist jedes Jahr Mitorganisator des Schwäbisch Haller Dreikönigslaufes.[7] Die bekannteste Leichtathletin aus den Reihen der TSG ist Astrid Beerlaged, die 2013 Deutsche Meisterin in der 3 × 800-m-Staffel wurde.

- Die Schwimmabteilung ist nach den Footballern die zweitgrößte Abteilung mit über 300 Mitgliedern. Sie wurde 1934 unter Wilhelm Dietrich gegründet.

- Im Jahre 1952 wurde die Tischtennisabteilung von Frieder Knausenberger gegründet. Ein Jahr später wurde der Spielbetrieb aufgenommen. Im Jahre 1972 werden die Herren Meister in der Kreisklasse A. 1991 hat die TSG die Haller Stadtmeisterschaften veranstaltet.

- Die Turnabteilung hat fast so viel Mitglieder wie die Handballabteilung und zählt somit zu den fünf größten Abteilungen im Verein.

- Die Volleyballabteilung wurde 1973 gegründet. Die Damen spielen in der Oberliga.[8]

- Die Triathlon- und Radsportabteilung der TSG Schwäbisch Hall firmiert unter dem Namen Tricon Schwäbisch Hall.[9] Im März 2019 wurde der Triathlet Manuel Retzbach mit dem Fair Play Preis des Deutschen Sports 2018 in der Kategorie Sport ausgezeichnet, nachdem er bei einem Wettkampf einem schwer gestürzten Kontrahenten Erste Hilfe geleistet und anschließend das Rennen wieder aufgenommen und als Letzter beendet hatte.[10]

## Kindersportschule
Im Schuljahr 1991/92 wurde die Kindersportschule in der TSG etabliert, um den Grundschulkindern eine sportliche Grundlagenausbildung zu vermitteln. Die Kindersportschule stellt eine Erweiterung des Grundschulsportes dar und soll das Interesse an einer Sportart wecken.
Hierbei geht es in einer dreistufigen Ausbildung darum, die Kinder für mehrere Sportarten zu schulen, sodass sie später einen erleichterten Einstieg in eine Disziplin haben.
In der ersten Stufe erlernen die Mädchen und Buben die allgemeinen Grundlagen im Sinne der Bewegungsfähigkeit. Darauf aufbauend wird dann in der zweiten Stufe der Schwerpunkt auf einzelne Sportarten gerichtet, um diese motorischen Fähigkeiten in der dritten Stufe dann zu vertiefen.
Im Laufe der Ausbildung erhalten die Kinder Einblicke in die einzelnen Abteilungen der TSG Schwäbisch Hall und haben so eine breite Auswahl an späteren Sportarten, die sie ausüben können.

## Stadion und Infrastruktur
Die TSG Schwäbisch Hall hat mit den Sportfreunden Schwäbisch Hall im Jahr 2015 das neue Rasensportstadion gebaut. Dazu wurde eine GmbH gegründet, die die Verwaltung des Stadions übernimmt. Der Sportpark trägt den Namen Optima Sportpark nach der Optima group, die ihren Stammsitz in Schwäbisch Hall hat.
Genutzt werden außerdem das Hagenbachstadion sowie das Schenkenseebad und die Hallen des Schulzentrums Ost und West.
Die Geschäftsstelle sitzt direkt am Hagenbachstadion in der Neuen Reifensteige 41.

## Kooperationen
Die TSG engagiert sich mit zwölf Kooperationsmaßnahmen an den Schulen in Schwäbisch Hall und Umgebung. Die Partner sind die Grundschule am Langen Graben, Breit-Eich, Kreuzäcker und Rollhof sowie die Thomas-Weiker-WKR, die Realschule Schenkensee und das Erasmus-Widmann-Gymnasium.